# 枫桥湖街道
枫桥湖街道，位于湖南省岳阳市岳阳楼区，原名新路口街道，2007年改为现名。街道办事处驻岳阳楼区五里牌康岳花园。京广铁路穿境而过，岳阳火车站在辖区内。

## 建制沿革
- 1949年，属附城乡；
- 1951年，设望城乡，直属岳阳县城关镇；
- 1958年，改称岳州公社五里分社；
- 1962年，设立五里公社；
- 1975年，更名为城郊公社；
- 1984年，改为五里乡；
- 2002年，撤销五里乡，设立新路口街道，辖5个居委会；
- 2007年8月，新路口街道更名为枫桥湖街道。

## 行政区划
枫桥湖街道辖6个社区。
- 新胜社区、湘爱园社区、枫桥湖社区、岳城社区、康岳社区、琵琶王社区